# 시네이드 오코너
시네이드 오코너(영어: Sinéad O'Connor, 본명: 슈하다 사다캇, 1966년 12월 8일~2023년 7월 26일)는 아일랜드의 싱어송라이터이다. 1980년대 후반 데뷔 앨범 《The Lion and the Cobra》로 이름을 알렸으며, 1990년 〈Nothing Compares 2 U〉로 빌보드 차트 4주 연속 1위를 차지하며 세계적인 성공을 거두었다.

## 논란의 삶
시네이드 마리 버너뎃 오코너(영어: Sinéad Marie Bernadette O'Connor)는 아일랜드 Glenageary의 Cascia House 요양원에서 태어났다.‘시네이드’라는 이름은 산부인과 의사의 어머니 시네이드 데 발레라의 이름을 따온 것이다.
더블린의 글레너게러(Glenageary) 출생으로 영국과 아일랜드간의 국가문제, 아일랜드 자체의 내부 다툼과 분쟁문제 그리고 이외에도 어릴 때의 개인적 불우한 환경(부모님 이혼으로 인한 가톨릭 교회에서의 고아생활 등)으로 인해 힘겹게 자랐으며, 그녀가 어릴 때에 속해 있던 가톨릭 교회에서 음악에 아주 기초적인 부분을 배웠던 걸로 추정한다.
1987년 ＜Mandinka＞로 데뷔하면서 플래티넘을 기록하였다. 그 후 두 번째 앨범 《I Do Not Want What I Haven't Got》 (1990)을 발표하면서 팝계의 기린아 프린스가 준 ＜Nothing Compares 2 U＞로 일약 전 세계 팬들을 한 손에 거머쥐면서 빌보드 차트 정상을 4주간이나 차지하는 기록을 세웠다.
이로 인해 그녀는 1990년 MTV Awards에서 올해의 Music Video Award를 여성으로서는 최초로 수상하였다. 물론 뮤직 비디오가 그때까지 나온 것과 다른 좀 독특한 표현방식과 뉘앙스를 풍기기는 했었다. 또한 1991년 그래미상 4개부문 후보에 올랐으며, 그래미 시상식에서 ‘제3세계 음악 보컬상’을 수상하게 될 예정이었으나, 끝내 트로피와 상을 받지 않고 거부했다.
박박 밀어버린 머리가 특징인 그녀는 솔직한 발언과 행동 그리고 저항정신으로, 당시 세계 대중 음악계에서 여러 논란의 중심에 자주 섰었다. 그녀의 행동과 발언은 전쟁 · 가톨릭 · 극단적 상업주의에 대한 항의, 소아 성애와 인종 · 여성 · 약소국과 약소 민족을 비롯한 약자 및 모든 인간들의 동등한 기본 존엄에 대한 차별에 대한 항의의 표현이었다. 그녀는 걸프전을 용인하는 뉘앙스를 풍기거나, 소수민족을 경시하는 방송에는 출연을 거부했고, 반 여성적인 태도나 극단적 상업주의를 띄는 방송에도 출연을 거부했다. 당시 대다수의 음악인들이 염원하던 그래미상 또한 걸프전을 지지하거나 용인하는 쪽에 있다는 이유로 수상을 거부했다. 또한 공연 전에 미국 국가를 의무적으로 연주하는 공연장에서는 공연하기를 거부하기도 했다. 미국 우월주의와 우월감에 찌든 미국 국가나 미국 시민들 또는 그러한 시스템에 저항하기 위한 것이다.
1992년 10월 16일 미국 뉴욕 매디슨 스퀘어 가든에서 열린 밥 딜런 30주년 축하 기념 공연(콘서트) 때문에 미국에 많은 아티스트들이 초대되었는데, 그녀 또한 함께 초청되었다. 그녀의 순서가 되어 노래부르려는 순간, (일부)관중들의 비방과 모독적인 반응으로 인해 원래 부르려던 예정곡을 부르지 않고, 고인이 된 밥 말리의 'War'를 무반주로 군중들을 향해 굴하지 않고 부른 후에 빠져나왔다. 이 사건 때문에 당시 그녀를 챙겨주며 같이 화나 있었던 아티스트 크리스 크리스토퍼슨은 후에 'Sister Sinead' (2009)란 곡을 발표하기도 했다.
아직 확실한 건 알려져 있지는 않지만, 2018년 10월 이후로 백인들이 주로 믿는 가톨릭을 버리고 이슬람교로 개종했다. 그녀의 이슬람식 이름은 "슈하다"이다. 개종한 주된 이유가 세계에서 비교적 기득권에 있으면서 우월감에 사로잡혀 있는 가톨릭과 백인들을 싫어하기 때문인 것으로 알려졌다.

## 《새터데이 나이트 라이브》 공연
1992년 10월 3일, 오코너는 미국의 심야 텔레비전 프로그램 새터데이 나이트 라이브(SNL)에 뮤지컬 게스트로 출연하였다. 원래는 당시 홍보하고 있던 음반인 《Am I Not Your Girl?》의 수록곡 〈Success Has Made a Failure of Our Home〉과 〈Scarlet Ribbons〉를 부르기로 예정되어 있었다. 공연 전날, 오코너는 SNL의 프로덕션 직원에게 〈Scarlet Ribbons〉 대신 밥 말리의 1976년 노래 〈War〉를 커버할 수 있는 허락을 받았다. 오코너는 가톨릭 교회의 아동 성적 학대 및 은폐에 대한 항의를 표현하기 위한 것이었고, 따라서 노래의 원래 주제인 인종 차별보다는 아동 학대에 대해 언급하였다.
공연 날, 오코너는 라스타파리 별 모양 목걸이와 라파스타리와 에티오피아 국기의 색깔인 스카프를 착용한 채로 카메라를 계속 응시하면서 〈War〉의 아카펠라 버전을 불렀다. 이후 당시 교황인 요한 바오로 2세의 사진을 들고 "악마"(evil)라는 단어를 계속 외치다가 사진을 찢고, "진짜 적과 싸우자"(Fight the real enemy)라고 말한 후 사진 조각을 카메라에 던졌다. 이 일은 2001년 요한 바오로 2세가 공식적으로 사건을 인정하기 9년 전에 일어났다.
SNL은 당시 오코너의 계획을 전혀 알지 못했다. 드레스 리허설 동안 오코너는 교황의 사진 대신 난민 어린이의 모습이 담긴 사진을 들었다. NBC 레이트 나이트 부사장 릭 루드윈은 오코너의 행동을 보고난 후 "말 그대로 그의 의자에서 뛰어내렸다"고 회상하였다. SNL의 작가 폴라 펠은 통제실에서 화면을 전환하는 것에 대해 논의했다고 회상하였다. 당시 관객들은 야유나 박수도 없이 완전히 침묵하였다. SNL의 책임 프로듀서 론 마이클스는 박수갈채 사인을 사용하지 말라고 명령하였다.
뉴욕 데일리 뉴스는 이 사건을 두고 "신성한 테러"(Holy Terror)라고 이름붙여 신문 1면에 보도하였다. NBC는 일요일에 500건, 월요일에 400건이 넘는 전화를 받았으며, 이중 7건을 제외한 모든 전화가 오코너에 대한 비판 전화였다. 방송국은 총 4,400건의 항의 전화를 받았다. 연방 통신 위원회(FCC)가 NBC에 벌금을 부과하였다는 소문이 있지만, FCC는 그러한 행동 규제 권한이 없다. NBC는 시차가 느린 서부 지역의 방송에서 공연을 편집하지 않았다. 2016년 NBC는 에피소드 재방송에 드레스 리허설의 영상을 사용하였다.
이후 그 다음주 방송에 호스트로 출연한 가톨릭교도 조 페시는 찢어진 사진을 들어 올리며 오코너를 조롱하였고, 사진을 다시 테이프로 붙였다고 설명해 큰 박수갈채를 받았다. 또한 페시는 만약 자신의 쇼였다면 오코너를 한 대 때렸을 것이라고 언급하였다.
오코너에 대한 비난은 방송 이후 며칠 동안 계속 이어졌다. 시민 단체 반명예훼손연맹은 공식적으로 오코너를 비난하였고, 전국 민족 단체 연합은 오코너의 음반 회사 본사 밖에서 증기 롤러를 이용해 오코너의 음반 수백 장을 부섰다. 보수 성향의 신문 워싱턴 타임스는 "순수한 혐오의 얼굴"이라고 칭했으며, 프랭크 시나트라는 오코너를 "멍청한 계집"이라고 조롱했다. 반면 일부 라파스타리 지지자 및 시카고 선타임스의 칼럼니스트 리처드 로퍼를 포함한 일부는 오코너를 지지하였다.

## 개인사
종교는 기독교였으나 2018년에 이슬람교로 개종했다. 개종하면서 이름을 슈하다 다빗(Shuhada' Davitt)으로, 이후에는 슈하다 사다캇(Shuhada' Sadaqat, 아랍어: شهداء صدقات Shuhadāʾ Ṣadaqāt)으로 바꿨다.

## 디스코그래피

### 스튜디오 앨범
- 1987: 《The Lion and the Cobra》
- 1990: 《I Do Not Want What I Haven't Got》
- 1992: 《Am I Not Your Girl?》
- 1994: 《Universal Mother》
- 2000: 《Faith and Courage》
- 2002: 《Sean-Nós Nua》
- 2005: 《Throw Down Your Arms》
- 2007: 《Theology》
- 2012: 《How About I Be Me (And You Be You)?》
- 2014: 《I'm Not Bossy, I'm the Boss》

### EP와 컴필레이션
- 1997: 《Gospel Oak EP》
- 2003: 《She Who Dwells in the Secret Place of the Most High Shall Abide Under the Shadow of the Almighty》
- 2005: 《Collaborations》